# マドモアゼル モーツァルト
『マドモアゼル モーツァルト』（MADEMOISELLE MOZART）は、1989年から1990年にかけて『コミック・モーニング』に連載された福山庸治の漫画。神童モーツァルトは女性だったという大胆な設定で、彼（彼女）と彼を取り巻く家族、彼を憎みつつも惹かれていく宮廷楽長サリエリたちとの悲喜劇を描く。『青春アドベンチャー』でラジオドラマ化もされている。

## あらすじ
1760年、ザルツブルク。次女エリーザが即興で弾いたクラヴィーア（鍵盤楽器）に娘の天才を見たレオポルト・モーツァルトは「女性では有名な音楽家になれない」と、エリーザの髪を切り、以後は男子としてエリーザ＝ヴォルフガングに英才教育を施した。
全ヨーロッパに楽才をとどろかせた彼女＝ヴォルフガング・アマデウス・モーツァルトは、1780年代のウィーンでひっぱりだこの大音楽家になっていた。女性ファンに追われるモーツァルトを、ふとしたいきさつからかばうことになった宮廷楽長アントニオ・サリエリは、モーツァルトの柔肌と蠱惑的な唇に魅せられ、自分が同性愛者なのではないかとの疑惑に心をかき乱されていく。やがてモーツァルトは、その名声を目をつけた下宿先の大家、ウェーバー家の娘コンスタンツェ・ウェーバーと結婚するが、その初夜、実は女性であることが妻コンスタンツェに露顕してしまう。心に傷を負ったコンスタンツェは、弟子フランツ・ジュスマイヤーと道ならぬ恋に落ちていく。サリエリは、自分の心を乱すモーツァルトの社会的生命を抹殺しようと様々な妨害工作を試みるが、いずれも不発に終わる。
やがて父レオポルトの死を境に、移り気なウィーンの貴族にモーツァルトの音楽は飽きられていき、貧困に落ちていく。モーツァルトの落ちぶれた姿を見てサリエリは「永遠の愛＝毒殺」を計画し、不倫を重ねる妻コンスタンツェと弟子ジュスマイヤーも冗談半分にモーツァルトの毒殺をほのめかす。
1791年、歌劇「魔笛」が大ヒットする中、すっかり健康を害したモーツァルトは息を引き取る。モーツァルトをめぐる人々が思い思いの回想にふける……さなかにモーツァルトは突然蘇生し、自らの生涯を題材にした歌劇「マドモアゼル モーツァルト」作曲の計画を発表して、幕が下りる。

## 主な登場人物
ヴォルフガング・アマデウス・モーツァルト（エリーザ）
ザルツブルクの音楽家レオポルト・モーツァルトの次女。ナンネルという姉がいる。4歳の時にふざけて弾いていたピアノの即興演奏を聴いた父レオポルトが彼女の天才に仰天、有名音楽家に育てるために髪を切られ、男性として育てられる。父の死の直後、エリザベト・マリア・モーツァルトを名乗っており、これが本名と思われる。
アントニオ・サリエリ
ウィーンの宮廷音楽家。モーツァルトが女性であると疑っており、彼の存在に心を乱されている。カテリーナ・カヴァリエリは愛人だが、モーツァルトの存在に心乱されるあまり、彼女に同性愛者と誤解されてしまう。
コンスタンツェ・モーツァルト
モーツァルトが下宿していたウェーバー家の次女。モーツァルトと結婚するが、初夜の際に夫が女性であることに気づき、大きなショックを受ける。自らの愛情が満たされないことから、弟子のジュスマイヤーと不倫を重ね、不義の子をなす。
レオポルト・モーツァルト
ヴォルフガング（エリーザ）の父。モーツァルトを男性として音楽教育を施し、大作曲家として育て上げる。ヴォルフガングとコンスタンツェの結婚に反対する。
フランツ・クサヴァ・ジュスマイヤー
モーツァルトの弟子兼アシスタント。モーツァルトとの邂逅時、頭を何度か強く打ったため、記憶障害がある。凡庸な男だが、それゆえにモーツァルトの妻コンスタンツェに気に入られ、不倫を重ねる。モーツァルトの子供たちの父親。
カテリーナ・カヴァリエリ
ウィーンで人気のオペラ歌手で、サリエリの愛人。モーツァルトに心を奪われたサリエリを嫉妬させようとモーツァルトに近づく。サリエリを同性愛者と誤解する。

## 作品リスト
各話のタイトルにはケッヘル番号になぞらえてK.1とナンバリングがされている。
- K（ケッヘル）.1　エリーザのためのレクイエム
- K.2 アリア「私（サリエリ）は目覚めた」
- K.3 結婚序曲
- K.4 二人のコンスタンツェ
- K.5 招かれざる客
- K.6 そして「後宮よりの誘拐」
- K.7 ベッドは月夜に照らされて
- K.8 夜毎、月は満ち満ちて
- K.9 弟子フランツ
- K.10 愛は金貨の輝きに似て……
- K.11 昇る陽、翳る陽
- K.12 ゆらめく炎とかげ
- K.13 心は千々に乱れ……
- K.14 小夜曲
- K.15 パパが死んだ
- K.16 これから飛ぶつもり、この蝶々？
- K.17 赤いバラ、黒いバラ
- K.18 エリーザのために
- K.19 エリーザ変奏曲
- K.20 私の魂を引き裂くのは誰？
- K.21 愛の贈り物
- K.22 救いの神、エロチックな君
- K.23 誰かが毒を飲ませてる
- K.24 舌に死人の味がする
- K.25 君はパパゲーナ！
- K.26 K.627《マドモアゼル・モーツァルト》

## 書誌情報
福山庸治 『マドモアゼル・モーツァルト 』
- マドモアゼルモーツァルト  (モーニングKC)、講談社
  1. 1990年4月1日、ISBN 978-4063000733
  2. 1990年5月1日、ISBN 978-4063000740
  3. 1990年6月1日、ISBN 978-4063000764
- マドモアゼル・モーツァルト  (福山庸治選集) 弓立社
  1. 1995年8月1日、ISBN 978-4896675610
  2. 1995年8月1日、ISBN 978-4896675627
  3. 1995年9月1日、 ISBN 978-4896675634
- 単行本（ソフトカバー）、 河出書房新社、 2021年10月9日、ISBN 978-4309728537

2021年ミュージカル上演にあわせて新装版で復刊

## 備考
- モーツァルト毒殺説を取り上げ、サリエリ、ジュスマイヤーの2人が冗談めかしてではあるがモーツァルトの毒殺を計画する描写がある。また、健康を害したモーツァルトが贈り主の分からないワインを繰り返し口にして、さらに衰えていく描写もある。
- レクイエム作曲にまつわる灰色の服を着た男の逸話はごく簡単に取り上げられているに過ぎない。
- 漫画で描かれるサリエリの容貌は映画「アマデウス」のF・マーリー・エイブラハムに、皇帝ヨーゼフ2世の容貌はジェフリー・ジョーンズにどことなく似ている。また歌劇「ドン・ジョヴァンニ」の場面は、指揮者ヘルベルト・フォン・カラヤンが1987年のザルツブルク音楽祭で上演した舞台をもとにしていると思われる（騎士長殺害の場面やドン・ジョヴァンニ地獄落ちの場面など）。
- 作者の福山庸治はモーツァルト没後200年にあたる1991年に「モーツァルト没後200年御免連載」として、歌劇「ドン・ジョヴァンニ」を舞台を江戸時代に移してコミカライズしている。
- 『ユリイカ』1991年の臨時増刊総特集：モーツァルトに、オールカラー8Pのマドモアゼル モーツァルト外伝が掲載されている。（本作の後日談的な内容。モーツァルトの息子でサリエリの弟子・フランツ・クサヴァー・モーツァルトも登場）短編集『ニキビよニキビ』にも収録された。

## ミュージカル
- 1991年に音楽座によってミュージカルとして上演され、人気を呼んだ。ミュージカルでは劇中音楽を小室哲哉が担当し、小室名義の同名のアルバム『マドモアゼル・モーツァルト』（サウンドトラック）も発売された。2005年には「21C：マドモアゼル・モーツァルト」と改題して大幅に脚本を改訂したヴァージョンを上演している。ミュージカル版では原作とは異なり、サリエリと和解する。

- 2021年10月に東京建物 Brillia HALLにて再演[1]。

## ラジオドラマ
- 1992年、NHK-FM放送『青春アドベンチャー』で放送。

上記、音楽座ミュージカル（初演）のキャストや音楽を使用している。